# 联合国气候变化框架公约
（缩写作CCNUCC，缩写作UNFCCC或FCCC），于1992年5月在纽约联合国总部通过的一个国际公约，1992年6月在巴西里约热内卢召开的有世界各国政府首脑参加的联合国环境与发展会议期间开放签署。1994年3月21日，该公约生效。
該公约第二条规定，“本公约以及缔约方会议可能通过的任何相关法律文书的最终目标是：根据本公约的各项有关规定，将大气中温室气体的浓度稳定在防止气候系统受到危险的人为干扰的水平上。这一水平应当在足以使生态系统能够自然地适应气候变化、确保粮食生产免受威胁并使经济发展能够可持续地进行的时间范围内实现。”
该公约没有对个别缔约方规定具体需承担的义务，也未规定实施机制。从这个意义上说，该公约缺少法律上的约束力。但是，该公约规定可在后续从属的议定书中设定强制排放限制。
UNFCCC也是负责支持该公约实施的联合国秘书处的名称，其办公室位于德国波恩Haus Carstanjen。自2006年起，其领导为伊沃·德波尔（Yvo de Boer）。本秘书处，在政府间气候变化专门委员会（Intergovernmental Panel on Climate Change，IPCC）的襄助下，旨在通过会议和有关各项战略的讨论取得共识。
该公约缔约方自1995年起每年召开缔约方会议（Conferences of the Parties，COP）以评估应对气候变化的进展。1997年，《京都议定书》达成，使温室气体控制或减排成为发达国家的法律义务。按照2007年通过的《巴厘路线图》的规定，2009年在哥本哈根召开的缔约方会议第十五届会议诞生一份新的《哥本哈根协议》。2015年12月12日由195國於在2015年聯合國氣候峰會中通過《巴黎协定》，取代京都議定書，冀望能共同遏阻全球暖化失控趨勢。

## 制定、签署和生效
1992年4月30日至5月9日政府间谈判委员会在纽约联合国总部举行会议后，本公约文本于1992年5月9日获得通过。1992年6月3日至6月14日在巴西里约热内卢召开了有世界各国首脑参加的联合国环境与发展会议。该会议期间，本公约开放签署。1992年6月12日，154国签署了该公约。
本公约第二十三条的规定，“本公约应自第五十份批准、接受、核准或加入的文书交存之日后第九十天起生效。”1994年3月21日，该公约生效。
第二十三条还规定，“对于在第五十份批准、接受、核准或加入的文书交存之后批准、接受、核准或加入本公约的每一国家或区域经济一体化组织，本公约应自该国或该区域经济一体化组织交存其批准、接受、核准或加入的文书之日后第九十天起生效。”

## 缔约方和观察员
2021年，公约缔约方包括所有联合国会员国、联合国大会观察员国巴勒斯坦国、非联合国会员国纽埃和库克群岛，以及欧盟，共计197个。2022年，梵蒂冈加入该公约，使缔约方数目增加至198个。
公约第七条允许联合国及其专门机构和国际原子能机构以及它们的非公约缔约方的会员国或观察员作为观察员出席缔约方会议的各届会议，也允许任何在公约所涉事项上具备资格的团体或机构在获缔约方会议接纳后参加缔约方会议的具体届次会议。

## 内容

### 附件一與附件二之缔约方
公约将部份缔约方名單列入附件一與附件二：
1. 附件一缔约方名單（发达国家缔约方和其他缔约方），主要是指工业化国家缔约方和正在朝市场经济过渡的缔约方。这些缔约方“应制定国家政策和采取相应的措施，通过限制其人为的温室气体排放以及保护和增强其温室气体库和汇，减缓气候变化。”其中签署了《京都议定书》的缔约方答应要以1990年的排放量为基础进行减排。承担削减排放温室气体的义务。如果不能完成削减任务，可以从其他国家购买排放指标。
2. 附件二缔约方名單（主要是经济合作与发展组织成員）。这些缔约方应承担为发展中国家提供资金、技术援助等的义务，“还应帮助特别易受气候变化不利影响的发展中国家缔约方支付适应这些不利影响的费用。”

#### 附件一
- 奥地利
- 白俄羅斯[a 1]
- 比利时
- 保加利亚[a 1]
- 加拿大
- [a 1][a 2]
- 捷克[a 1][a 2]
- 丹麦
- 欧盟
- 爱沙尼亚[a 1]
- 芬兰
- 法國
- 德国
- 希腊
- 匈牙利[a 1]
- 冰島
- 爱尔兰
- 義大利
- 日本
- 拉脫維亞[a 1]
- 列支敦斯登[a 2]
- 立陶宛[a 1]
- 盧森堡
- 摩納哥[a 2]
- 荷蘭
- 新西兰
- 挪威
- 波蘭[a 1]
- 葡萄牙
- 羅馬尼亞[a 1]
- 俄羅斯[a 1]
- 斯洛伐克[a 1][a 2]
- 斯洛維尼亞[a 1][a 2]
- 西班牙
- 瑞典
- 瑞士
- 土耳其
- 乌克兰[a 1]
- 英国
- 美国

1. 1 2 3 4 5 6 7 8 9 10 11 12 13 14  正在朝市场经济过渡的国家。
2. 1 2 3 4 5 6  按照缔约方会议第三届会议第4/CP.3号决定，经1998年8月13日生效的修正案增加列入附件一的国家。

#### 附件二
| - 奥地利 - 比利时 - 加拿大 - 丹麦 - 欧盟 - 芬兰 - 法國 - 德国 - 希腊 - 冰島 - 爱尔兰 | - 義大利 - 日本 - 盧森堡 - 荷蘭 - 新西兰 - 挪威 - 葡萄牙 - 瑞典 - 瑞士 - 英国 - 美国 |

说明：按照缔约方会议第七届会议第26/CP.7号决定，2002年6月28日生效的一项修正案将土耳其从附件二中删除。

## 影响和问题

### 美国的保守立场
2001年，美国总统乔治·沃克·布什以“发展中国家不承担义务”为由，宣布退出《京都议定书》，实际等于拒绝遵守已经签定的《联合国气候变化框架公约》中规定的义务。美国是唯一一个没有签署《京都议定书》的工业化国家。

### 联合国相关机构
- 政府间气候变化专门委员会

### 相关国际组织和概念
- 联合国区域集团
- 小岛屿国家联盟 (Alliance of Small Island States,AOSIS)
- 雨林国家联盟 (Coalition for Rainforest Nations,CRN)
- 环境完整性集团 (Environmental Integrity Group,EIG)
- 七十七国集团 (Group of 77)
- 最不发达国家 (Least Developed Countries,LDC)
- 伞形集团 (Umbrella Group)
- 欧洲联盟
- 石油输出国组织
- 阿拉伯国家联盟
- CACAM (Central Asia, Caucasus, Albania and Moldova)
- 法语圈国际组织

### 相关国际协议和文件
- 國際環境協議列表
- 蒙特利尔议定书
- 京都議定書
- 峇里島路線圖
- 哥本哈根协议

### 相关数据
- 各国人均二氧化碳排放量列表
- 各国人均温室气体排放量列表
- 各国单位国内生产总值二氧化碳排放量列表
- 各国二氧化碳排放量列表
- 各国温室气体排放量列表

### 其他相关条目
- 避免危险的气候变化国际会议 (Avoiding Dangerous Climate Change)
- 可持续发展
- 气候变化
- 气候变化的对策
- 气候伦理学
- 低碳经济
- 预防原则